# Port lotniczy Gorna Orjachowica
Port lotniczy Gorna Orjachowica – port lotniczy położony w Gornej Orjachowicy, w Bułgarii. Obsługuje połączenia krajowe.

## Linie lotnicze
- BH Air

## Linie cargo
- Aviostart
- Bright Aviation Services
- Scorpion Air
- Cargo air